# Торч (река)
Торч (Багна) — река на Украине, в пределах Ставищенского района Киевской области (верховья) и Жашковского района Черкасской области. Левый приток Горного Тикича (бассейн Южного Буга), впадает на 101 км от устья.

## Описание
Длина 32 км, площадь водосборного бассейна 209 км². Уклон реки 1 м/км.

## Название
Происхождение названия реки связывают с торками-тюркоязычными племенами, родственными печенегам, которые, потерпев поражение от половцев, переселились на земли Киевской Руси, в бассейн Роси и в другие места, где жили в течение X—XI веков, пока окончательно не ассимилировались со славянским населением (черкасы, келеберда).

## Расположение
Торч начинается к северу от деревни Разумница. Сначала течет на юго — запад через деревню Скибин, дальше-преимущественно на юго-восток (местами на юг через село Сорокотяга). Впадает в Горный Тикич к западу от деревни Охматов. Высота устья — 185,2 м над уровнем моря.
На реке стоит город Жашков.

## Притоки
- Литвинка — правый приток
- Фоса — правый приток в селе Василиха[4]

## Галерея

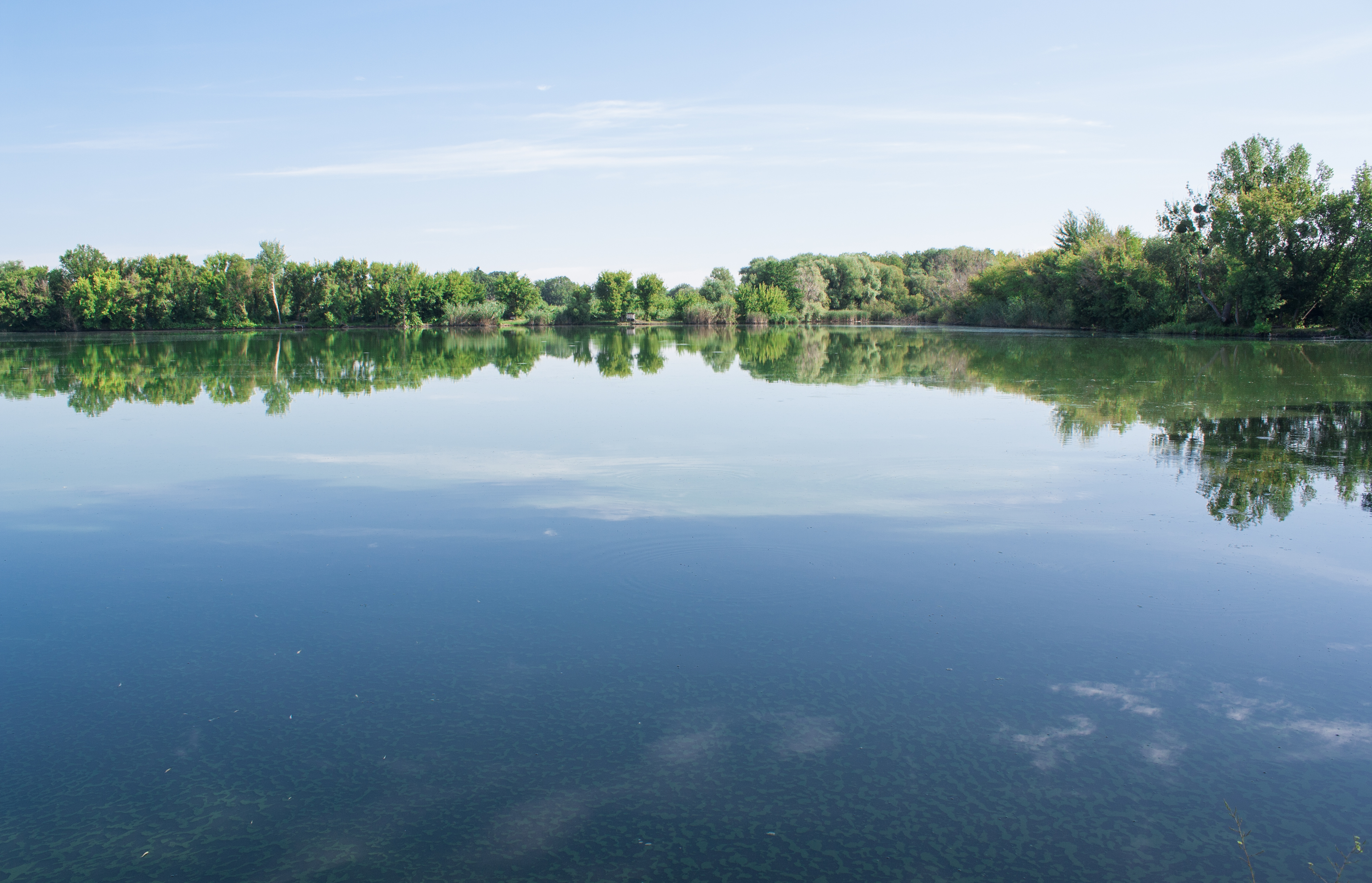
Пруд на реке в селе Разумница
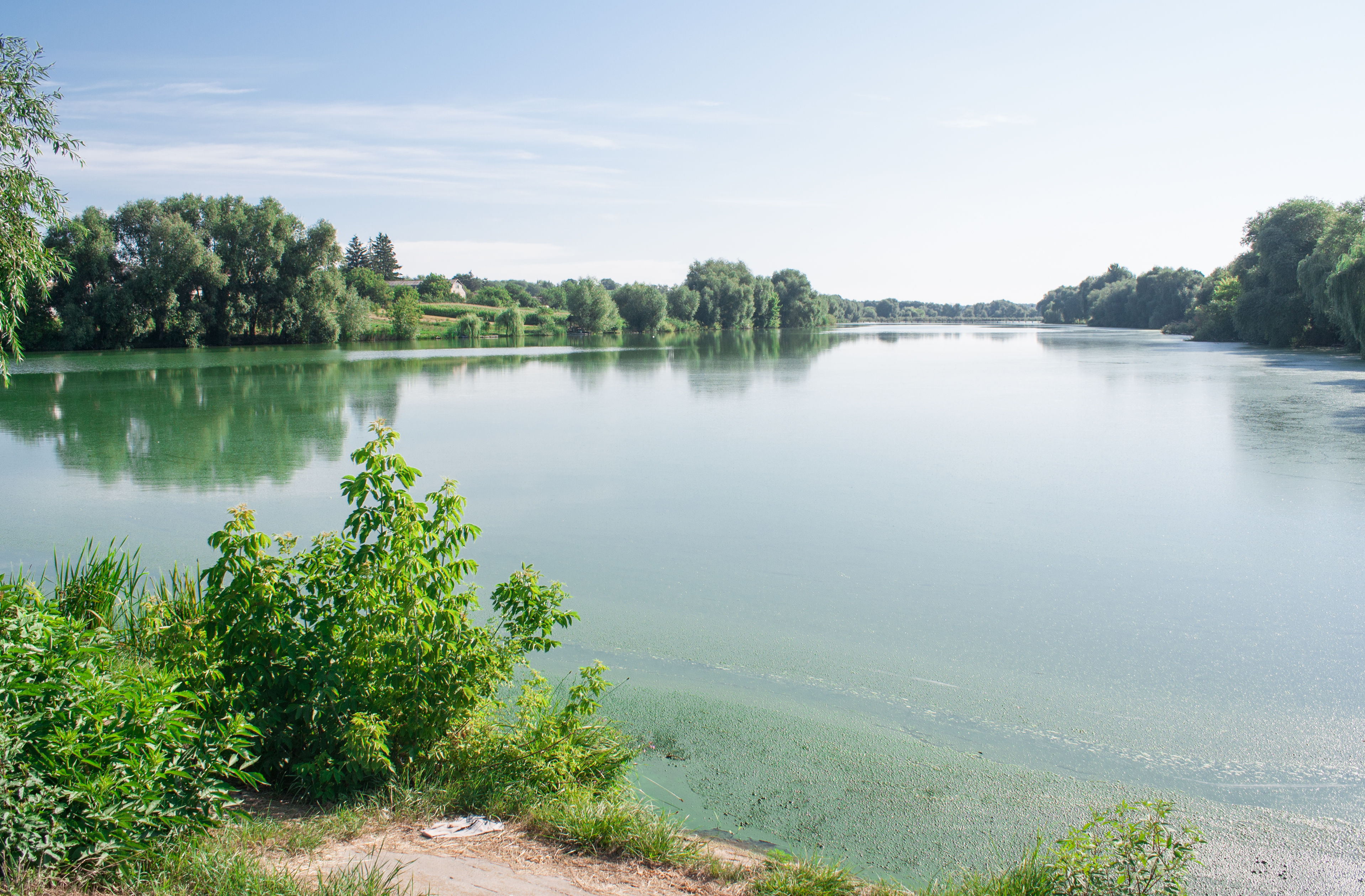
Пруд на реке в селе Скибин